# Complexidade simbólica
A complexidade simbólica refere-se ao grau de articulação, densidade conceptual e multidimensionalidade presente nos sistemas simbólicos através dos quais os seres humanos organizam, interpretam e comunicam a experiência. Este conceito situa-se na intersecção entre a filosofia da cultura, a epistemologia e a teoria da complexidade.

## Definição
A complexidade simbólica caracteriza-se pela capacidade dos símbolos de conter múltiplas camadas de significado, estabelecer relações não-lineares entre conceitos e mediar a compreensão de fenómenos multidimensionais. Distingue-se da mera complicação simbólica por incorporar propriedades emergentes que surgem das interações entre elementos simbólicos.

## Fundamentos filosóficos

### Tradição clássica
A reflexão sobre a mediação simbólica da experiência humana tem raízes na filosofia antiga. Heráclito de Éfeso (c. 535-475 a.C.) estabeleceu as bases do pensamento sobre a complexidade ao conceber o logos como princípio organizador que unifica os opostos numa harmonia oculta, antecipando a compreensão dos sistemas simbólicos como estruturas que integram multiplicidades.
Platão (428-348 a.C.) desenvolveu na República e no Fedro uma teoria das representações que distingue entre diferentes graus de mediação simbólica, desde as imagens sensíveis (eikones) até às formas inteligíveis (eide), estabelecendo uma hierarquia da complexidade representacional.
Aristóteles (384-322 a.C.) na Poética e no De Interpretatione analisou a função simbólica da linguagem e da arte, definindo o símbolo (symbolon) como sinal convencional que estabelece relações de significação através de acordos sociais.

### Filosofia medieval e moderna
Tomás de Aquino (1225-1274) na Summa Theologica desenvolveu uma teoria da analogia que explica como os símbolos podem expressar realidades transcendentes através de múltiplas camadas de significado, contribuindo para a compreensão da densidade semântica dos sistemas simbólicos.
Immanuel Kant (1724-1804) na Crítica da Faculdade do Juízo (1790) estabeleceu a distinção fundamental entre símbolo e esquema, definindo o símbolo como representação indirecta que apresenta conceitos através de analogias, fundamentando a teoria moderna da mediação simbólica.

### Filosofia contemporânea
Ernst Cassirer (1874-1945) desenvolveu a mais influente teoria moderna da complexidade simbólica na sua obra Filosofia das Formas Simbólicas (1923-1929). Cassirer define as formas simbólicas como modalidades básicas através das quais o espírito humano apreende e configura a realidade: linguagem, mito, religião, arte, ciência e história. Cada forma simbólica constitui um "universo de discurso independente" com lógica própria, mas inter-relacionado com as demais formas numa arquitectura cultural complexa.
Edgar Morin (1921-) conceptualizou o "pensamento complexo" como método de conhecimento capaz de articular dimensões múltiplas do real, opondo-se ao pensamento simplificador. Morin identifica na complexidade simbólica a capacidade dos sistemas culturais de integrar ordem e desordem, certeza e incerteza, numa síntese dinâmica.
Paul Ricoeur (1913-2005) na Simbólica do Mal (1960) e na Metáfora Viva (1975) analisou a densidade semântica dos símbolos, demonstrando como os sistemas simbólicos complexos permitem a expressão de experiências-limite através de múltiplas mediações interpretativas.

### Desenvolvimentos pós-humanistas recentes
As correntes pós-humanistas contemporâneas têm reconfigurado a compreensão da complexidade simbólica ao questionar o antropocentrismo tradicional e propor novas ontologias relacionais.
Karen Barad desenvolveu o "realismo agencial" (agential realism) na obra Meeting the Universe Halfway (2007), propondo que "as coisas emergem através das suas relações entre si" num processo denominado "intra-acção". Segundo Barad, o universo compreende "fenómenos" que são "a inseparabilidade ontológica de agências intra-activas", desafiando a metafísica individualista tradicional e redefinindo a complexidade simbólica como emergência relacional.
Rosi Braidotti no The Posthuman (2013) desenvolve uma filosofia pós-humanista que reconceptualiza a subjectividade como processo nomádico e transversal, implicando uma compreensão da complexidade simbólica como devir múltiplo que transcende as categorias humanistas clássicas.
Jane Bennett em Vibrant Matter (2010) propõe uma "ecologia política das coisas" que atribui agência à matéria, expandindo a complexidade simbólica para incluir actores não-humanos e híbridos na produção de significado.
O pós-humanismo "abrange uma ampla variedade de ramos, incluindo anti-humanismo, crítica ao antropocentrismo e questionamento das noções históricas da natureza 'humana'", gerando novas perspectivas sobre sistemas simbólicos que integram tecnologia, natureza e cultura numa rede complexa de agências.

## Características estruturais
A complexidade simbólica manifesta-se através de cinco características principais:
Multidimensionalidade: Os símbolos complexos operam simultaneamente em múltiplos níveis de significação (literal, metafórico, alegórico, anagógico).
Relacionalidade: O significado emerge das relações entre elementos simbólicos, não de elementos isolados.
Emergência: Os sistemas simbólicos complexos apresentam propriedades que não podem ser reduzidas aos seus componentes.
Recursividade: Os símbolos remetem para outros símbolos numa rede de remissões que se auto-organiza.
Abertura semântica: Os símbolos complexos mantêm um excesso de sentido que impossibilita interpretações definitivas.

## Aplicações
A complexidade simbólica manifesta-se em diversos domínios:
- Literatura e Arte: Obras que articulam múltiplas camadas interpretativas (Dante, Joyce, Proust)
- Filosofia: Sistemas conceptuais que integram múltiplas perspectivas (Hegel, Whitehead, Deleuze)
- Ciência: Paradigmas teóricos que unificam domínios aparentemente díspares (teoria da relatividade, mecânica quântica)
- Religião: Tradições simbólicas que articulam experiência individual e estruturas cosmológicas
- Política: Ideologias que integram análise social, projectos normativos e imaginários colectivos